# Señorita Zapada
"Señorita Zapada" o simplemente "Señorita", es un tema instrumental compuesto mediante improvisación por los músicos argentinos Luis Alberto Spinetta, Carlos Cutaia, Black Amaya y David Lebón e interpretada por la banda Pescado Rabioso, que integra el álbum doble Pescado 2 de 1973, segundo álbum de la banda, ubicado en la posición n.º 19 de la lista de los 100 mejores discos del rock argentino por la revista Rolling Stone. Se trata de un homenaje a la zapada, una modalidad de improvisación roquera característica de Argentina.
Para grabar este tema, Pescado Rabioso formó con la formación clásica: Luis Alberto Spinetta en guitarra eléctrica; David Lebón en el bajo; Carlos Cutaia en piano; Black Amaya estuvo a cargo de la batería; cantan Spinetta y Lebón.

## La canción
"Señorita Zapada" es el decimoprimer track (Disco 2, Lado A, track 11) del álbum doble Pescado 2. Constituye un homenaje a una modalidad de improvisación, generalizada en el rock argentino, que lleva el nombre de zapada.
En el cuadernillo del álbum correspondiente a "Señorita Zapada" se describe la razón del tema del siguiente modo:

Éste tema de amor instrumental surgió en las zapadas de los ensayos. Cuando todavía no sabíamos que se llamaría SEÑORITA, Norberto Orliac lo llamaba EL BOSSA. Tiene cierto aire de BOSSA pero no tanto. El título lo sugirió una de las frases de la guitarra, al principio, que parece que dijera Señorita.
Cuadernillo del álbum